# Rephlex Records
Rephlex Records — звукозаписывающий лейбл, основанный в 1991 году композитором электронной музыки Ричардом Дэвидом Джеймсом (Aphex Twin) и его напарником Грантом Уилсоном-Клэриджем. Лейбл ввел понятие «Braindance» — жанра, представляющего собой интеллигентное сочетание многих жанров музыки: pop, modern, industrial, ambient, hip hop, electro, house, techno, breakbeat, hardcore, ragga, garage, drum and bass.

## Известные артисты, выпускающиеся на лейбле
- AFX
- Aleksi Perälä
- Bochum Welt
- Bodenstandig 2000
- Bogdan Raczynski
- Boom Blaster
- Дуганс, Брайан (под псевдонимом Humanoid) из FSOL
- The Bug
- Ceephax Acid Crew
- Cylob
- D'Arcangelo
- dgoHn
- DJ Rephlex Records (Grant Wilson-Claridge)
- DJ Scud
- DMX Krew
- Drexciya
- Ensemble
- Gentle People
- Global Goon
- Peter Green
- hecker
- JP Buckle
- Jodey Kendrick
- Kiyoshi Izumi
- Kosmik Kommando
- Leila Arab
- Lektrogirl
- The Lisa Carbon Trio
- Luke Vibert
- Macc
- Monolith
- Ono
- PP Roy
- The Railway Raver
- Sam and Valley
- Seefeel
- Slipper
- Soundmurderer & SK-1
- Squarepusher
- Synectics
- The Tuss
- Urban Tribe
- Universal Indicator
- Victor Gama
- Voafose
- Wisp
- Vulva
- Yee-King